# Slottsholmen, Tingsryd
Slottsholmen eller Kungsholmen är en holme vid sjön Åsnens utlopp, i Hackekvarn i Urshults socken i Tingsryds kommun.
På holmen finns lämningarna efter borgen "Hake slott", som inte omtalas i några skriftliga dokument. Under arkeologiska utgrävningar 1924 gjordes en del fynd, bland annat en sporre, några pilspetsar och tre mynt från 1300-talet. Fynd av järnslagg visar att smide förekommit i borgen. Borganläggningen är kvadratisk och har två källargropar vilket är lämningar efter källare, varav den ena enligt en uppgift från 1691 ännu hade ett bevarat valv. Borgen tillhörde troligen biskopen i Växjö.